# Aeltsjemar
De Aeltsjemar (ook: Aeltsjemarpolder) is een droogmakerij in het westen van Friesland bij Ferwoude.
De veenpolder Aaltsjemar ontstond rond 1644. Het ijzerhoudend grondwater komt in greppels en sloten aan de oppervlakte. In de velden met paardenbloem en veldzuring komen veel weidevogels tot broeden.

## Aeltsjemar en Warkumermar
Het natuurgebied Aeltsjemar wordt samen met de Warkumermar beheerd door It Fryske Gea. De Aeltsjemar en de Warkumermar bij Workum zijn samen 164 hectare groot. Beide polders worden veel bezocht door ganzen. De polder Warkumermar ontstond na het droogmalen in 1877 en 1878. In de Warkumermar bevindt zich het laagstgelegen land van Friesland, tot –3,0 meter NAP. Het voormalige eiland De Breewar is een hoger gelegen deel van de polder.
Aeltsjemar
· De Alde Feanen
· Bakkeveense Duinen
· Bancopolder
· Bekhofschaans
· Bjirmen
· Blauhúster Puollen
· Bocht fan Molkwar
· Botmar
· Bouwepet
· Buismans Einekoai
· Bûtenfjild
· Van Coehoornbosk
· Delleboersterheide
· Diakonieveen
· Dobbe Stienser Aldlân
· Dobben Hurdegarypsterwarren
· Dunegeaster- en Follegeasterpolder
· Dyksfearten
· Eanjumerkolken
· Easterskar
· Einekoai Piaam
· Einekoaien Lytse Geast
· De Fluezen
· Grikelân en Turkije
· Grutte Wielen
· Heide Hulstreed
· De Hon
· Huitebuersterbûtenpolder
· Joodse begraafplaats Tacozijl
· Joodse begraafplaats Noordwolde
· Kapellepôle
· Ketelermar
· Ketliker Skar
· Kobbelân
· Lendebos
· Lindevallei
· Liphústerheide
· Makkumersúdmar
· Makkumerwaarden
· Mandefjild
· Martenastate
· Meulebos
· Meulereed
· Mokkebank
· Mûntsebuorsterpolder
· Noard-Fryslân Bûtendyks
· 't Oerd
· Ottema Wiersma reservaat
· Park Huize Olterterp
· Park Jongemastate
· Peazemerlannen
· Petgatten De Feanhoop
· Polders Koarnwert
· Ringwiel
· Rysterbosk
· De Ryp
· Schaopedobbe
· Séfonsterpolder
· Sippen-finnen
· Skiedingsboskje
· Slachtedyk
· Steile Bank
· Stokersdobbe
· Sudermarpolder
· Syp Set
· Taconisbosk
· Tsjongerwâlen
· Teroelster Sipen
· Unlân fan Jelsma
· Van Asperen einekoaien
· Warkumermar
· Warkumerwaard
· 't West
· Wilhelmina-oard
· Ychtenerfeanpolder